# Sporophila leucoptera
Sporophila leucoptera vulgarmente conhecido como patativa-chorona, chorão, chorona ou patativa-boiadeira, é um pássaro da Amazônia. Aparece em outras regiões do Brasil e também em alguns países da América do Sul. É um pássaro de porte pequeno (12,5 cm) e de cores branca (parte da asa e toda a  parte inferior, indo da base inferior do bica até as penas iniciais da cauda) e preto-cinza sobre o resto do corpo; tem o bico de cor preta, mas há espécies com cores e canto diferentes como a Sporophila plumbea (em inglês: Plumbeous Seedeater). As fêmeas tem a coloração parda.
O seu canto é triste e melódico, apresentando-se em diferentes notas antes do canto base, que se apresenta em duas notas suaves e tristes.

## Alimentação
Sua principal alimentação é constituída de sementes como o painço preto, amarelo, verde, vermelho; ninja, arroz, alpiste, seinha e outros.

## Relação com outras espécies
A patativa é um pássaro sociável, pois não estranha outras espécies, vivendo normalmente e sem alterações no canto. Diferencia-se de outros espécies, que necessitam se isolarem para normalizar o canto, como, por exemplo, o curió.

## Resistência
A patativa chorona é muito resistente a doenças e se adapta fácil a um novo habitat. É um pássaro inteligente, distinguindo seu dono e/ou aquele que a alimenta e/ou cuida facilmente e, estranhando pessoas de fora.

## Canto
Não há hora certa para iniciar o canto, podendo cantar à noite, pela manhã e tarde. Nas primeiras horas da manhã (madrugada) já se escuta seu canto suave e triste, como se reivindicasse sua liberdade e/ou recordasse dos dias que desfrutara a natureza.

## Reprodução
Essa espécie é muito fácil de reproduzir em cativeiro, desde que legalizado pelo IBAMA; a postura pode chegar a três ovos por cada período de reprodução.